# Dirk Oschmann
Dirk Oschmann (* 18. November 1967 in Gotha) ist ein deutscher Germanist, Literaturwissenschaftler und Publizist. Er lehrt seit 2011 als Professor für Neuere deutsche Literatur an der Universität Leipzig. Über Fachkreise hinaus bekannt wurde er 2023 mit seiner Streitschrift Der Osten: eine westdeutsche Erfindung über Ostdeutschland seit 1990.

## Leben
Dirk Oschmann wuchs zu DDR-Zeiten in einer Arbeiterfamilie in Gotha im Bezirk Erfurt auf, wo er an der EOS Arnoldi das Abitur ablegte. Sein Vater war in der Metallverarbeitung tätig, seine Mutter war nach der Wende zeitweilig arbeitslos. Von 1986 bis 1992 studierte er Germanistik, Anglistik und Amerikanistik an der Friedrich-Schiller-Universität Jena und mit einem Fulbright-Stipendium 1992/1993 an der State University of New York at Buffalo in den USA. Anschließend leistete er Zivildienst. Als Stipendiat des Evangelischen Studienwerks Villigst und des Deutschen Literaturarchivs Marbach promovierte Oschmann 1998 in Jena. Seine Dissertation Auszug aus der Innerlichkeit. Das literarische Werk Siegfried Kracauers wurde mit dem Promotionspreis der Universität ausgezeichnet und 1999 publiziert.
Von 1998 bis 2005 war er als Wissenschaftlicher Mitarbeiter bzw. Wissenschaftlicher Assistent am Lehrstuhl von Gottfried Willems an der Universität Jena tätig. Mit einem Feodor-Lynen-Stipendium der Alexander-von-Humboldt-Stiftung unternahm er 2001/02 einen Forschungsaufenthalt an der University of Wisconsin–Madison in den USA. Seine Habilitation schloss er 2006 mit der Schrift Bewegliche Dichtung. Sprachtheorie und Poetik bei Lessing, Schiller und Kleist ab, er erhielt die Venia Legendi für Neuere deutsche Literatur und Allgemeine Literaturwissenschaft. Von 2005 bis 2011 hatte er an der Universität Jena eine Juniorprofessur für Neuere deutsche Literatur. Dort leitete er von 2007 bis 2010 das Projekt „Jenseits der Semantik. Ästhetik im Übergang von der Sprach- zur Musiktheorie“ im Rahmen des DFG-Sonderforschungsbereichs 482 „Ereignis Weimar-Jena. Kultur um 1800“. Gastprofessuren und -dozenturen führten ihn 2006 an die University of California, Davis, 2009 an die University of Kent, 2010 an die University of Notre Dame und 2013 an die Brown University. Seit 2011 ist er an der Universität Leipzig am Institut für Germanistik Professor für Neuere deutsche Literatur. Er war der erste Wissenschaftler aus Ostdeutschland, der seit der Wiedervereinigung in diesem Fach eine Professur erhielt.
Oschmann lebt in Leipzig, ist verheiratet und hat zwei Kinder.

## Der Osten: eine westdeutsche Erfindung(2023)
Oschmanns im Februar 2023 im Ullstein Verlag veröffentlichte Streitschrift Der Osten: eine westdeutsche Erfindung entstand nach einem in der FAZ veröffentlichten Vortrag und der Anregung des Schriftstellers Ingo Schulze, ihn in Buchform zu veröffentlichen. Das Buch stand auf der Sachbuchbestsellerliste des Spiegels auf Platz 1 und löste eine Debatte über die ostdeutsche Identität aus. 2024 erschien das Buch in russischer Übersetzung mit Veränderungen in Titel und Text, etwa die aus der Übersetzung entfernte Bezeichnung „Krieg“ für den russischen Überfall auf die Ukraine. Der Historiker Ilko-Sascha Kowalczuk warf dem Verlag und Oschmann vor, die Übersetzung nicht geprüft und sich damit zu Handlangern russischer Propaganda gemacht zu haben. Laut Ullstein wurden die Änderungen nicht vorgelegt, er kündigte dem russischen Verlag daraufhin die Lizenz.

## Schriften

### Monographien
- Auszug aus der Innerlichkeit. Das literarische Werk Siegfried Kracauers. Winter, Heidelberg 1999. ISBN 978-3-8253-0921-3.
- Bewegliche Dichtung. Sprachtheorie und Poetik bei Lessing, Schiller und Kleist. Fink, München 2007. ISBN 978-3-7705-4406-6.
- Friedrich Schiller. Böhlau, Köln/Weimar/Wien 2009. ISBN 978-3-8252-3029-6.
- Freiheit und Fremdheit: Kafkas Romane. Schwabe, Basel 2021, ISBN 978-3-7965-4339-5.
- Der Osten: eine westdeutsche Erfindung. Ullstein, Berlin 2023, ISBN 978-3-550-20234-6.
  - polnisch: Jak niemiecki Zachód wymyślił swój Wschód, seria: Speculum. Übersetzt von Adam Peszke, Poznań, Instytut Zachodni 2024, ISBN 978-83-66412-80-4. [Wie der deutsche Westen seinen Osten erfand]
  - russisch: „Orki“ s Wostoka. Kak Sapad formirujet obras Wostoka. Germanskii szenarii. Übersetzt von Ljubow Wedernikowa. Asbuka-Attikus, Moskau, 2024, ISBN 978-5-389-25842-6. [Die „Orks“ aus dem Osten. Wie der Westen das Bild des Ostens formt. Ein deutsches Szenario].

### Sammelbände
- Literatur & Lebenswelt. Hg. v. Dirk Oschmann und Alexander Löck. Böhlau, Köln/Weimar/Wien 2012. ISBN 978-3-412-20950-6.
- Gustav Freytag (1816–1895). Literat – Publizist – Historiker. Hg. von Dirk Oschmann und Hans-Werner Hahn. Böhlau, Köln/Weimar/Wien 2016. ISBN 978-3-412-50368-0.
- Flüchtigkeit der Moderne. Eigenzeiten des Ephemeren im langen 19. Jahrhundert. Hg. v. Michael Bies, Sean Franzel und Dirk Oschmann. Wehrhahn, Hannover 2017. ISBN 978-3-86525-565-5.
- Schillers Zeitbegriffe. Hg. v. Dirk Oschmann, Peter Schnyder und Helmut Hühn. Wehrhahn, Hannover 2018. ISBN 978-3-86525-662-1.